# النزاع البحريني القطري على جزر حوار (1938-1941)
في الفترة ما بين عامي 1938 و1941 شهدت منطقة الخليج العربي واحدة من أبرز النزاعات الحدودية بين دولتين عربيتين ناشئتين تمثلت في الخلاف البحريني القطري حول جزر حوار. وقد اندلع هذا النزاع في سياق إقليمي ودولي مضطرب تزامن مع اكتشاف النفط في البحرين وتزايد أهمية الجزر الواقعة قرب الساحل القطري مما دفع الطرفين إلى المطالبة بالسيادة عليها كل وفقا لمبررات تاريخية وجغرافية وقانونية.
لعبت بريطانيا بصفتها القوة الاستعمارية المسيطرة على الخليج العربي آنذاك دورا محوريا في إدارة النزاع حيث تدخلت لتحديد تبعية الجزر وأعلنت في نهاية المطاف اعتبارها جزءا من أراضي البحرين وهو ما رفضته قطر بشدة. وقد اتخذ النزاع طابعا سياسيا وقانونيا دون أن يتطور إلى صدام مسلح لكنه كشف عن تعقيدات رسم الحدود في الخليج العربي التي تأثرت بالعوامل القبلية والتنافس الدولي خاصة في ظل الحرب العالمية الثانية التي ألقت بظلالها على المنطقة.

## مقدمة
تعد مشاكل الحدود واحدة من أهم مظاهر العلاقات الدولية، نظرا لما يترتب عليها من تداعيات، وقد برزت مشاكل الحدود في العالم العربي بعد الحرب العالمية الأولى، ومنها منطقة الخليج العربي التي تأثرت مشكلاتها الحدودية بالعامل القبلى، إضافة إلى التنافس الدولي، فقد رسمت حدودها بموجب اتفاقيات عرفيه أو بتدخل قوى كبرى تجاهلت عن قصد نطاق السيادة الفعلية للكيانات السياسية فلم تراع عند ترسيم الحدود بين الدول الاعتبارات الجغرافية والقبلية، الأمر الذي أدى إلى اندلاع النزاعات والصراعات.
ولما كانت نزعات الحدود تتخذ أشكالاً مختلفة سياسية واقتصادية وقانونية وعسكرية؛ فإن النزاع بين قطر والبحرين حول جزر حوار دار في هذا السياق لكنه لم يرتق للصدام المسلح مثلما تم في الصراع بينهما حول الزبارة.
لقد بزغ الخلاف بين الدولتين حول حوار تزامنا مع اكتشاف النفط في البحرين، إلا أنه تحول إلى نزاع مفتوح في عام 1938 على خلفية مطالبة شركات النفط في البحرين معرفة عما إذا كانت حوار تدخل ضمن مناطق نفوذها أم لا، ثم استمر حتى عام 1941 عندما أعلنت بريطانيا طي هذه الصفحه مؤقتا على خلفية طلب تشارلز جيفر يبريور المقيم السياسي البريطاني في الخليج العربي إعادة فتحها، وذلك بسب تطورات أحداث الحرب العالمية الثانية.
وخلال تلك الفترة من النزاع بين البلدين بمراحل عدة لعبت فيه شركات النفط وبريطانيا كقوة احتلال دورا مهما، حيث بدأ بسعى كل طرف لتقديم ما يعضد موقفه ويتفنيد أدلة الطرف الآخر، ثم تطور النزاع إلى حد طلب تدخل بريطانيا للبت فيه، وصولا إلى إعلان بريطانيا تبعية الجزر إلى البحرين ورفض الجانب القطري لذلك.

## دوافع النزاع وأبعاده
كانت جزر حوار خاضعة لآل خليفة منذ وصولهم إلى البحرين في عام 1783 انطلاقا من مركزهم على الساحل الغربي من شبه جزيرة قطر فالأسر الرئيسة التي كانت تعيش في حوار من قبيلة الدواسر التي اتخذت من البحرين مقرا لها في حين كانت قطر واقعة تحت سيطرة آل خليفة، إذ كان يتم تعيين حكام عليها من قبل هذه الأسرة، وقد ظلت كذلك إلى أن استقلت عن البحرين.
وفي ظل هيمنة بريطانيا على المنطقة عقدت الأخيرة معاهدة السلم البحري عام 1868 مع قطر والتي حددت الصلاحيات المتعلقة بالأمن البحرى، كما تضمنت رفع أمر أي نزاع بشأن قطر وأية إمارة خليجية أخرى إلى المقيم العام البريطاني، وكانت تلك المعاهدة بمثابة اعتراف بريطاني بالشيخ محمد بن ثاني آل ثاني كحاكم لقطر.
وعندما أعلنت بريطانيا عام 1878 الإمارتين كيانين سياسيين منفصلين قطر تحت حكم آل ثاني والبحرين تحت حكم آل خليفة، لم تجر آنذاك عملية ترسيم دقيقة للحدود بينهما مثلما حدث لسائر إمارات الخليج العربي بل ظلت تلك الحدود لا تثير اهتمام أيا من الكيانين لعدم وجود ما يبرر إثارتها.
وفي ظل الاتفاقيات التي تمت في عامي 1880 و1892 الزمت بريطانيا شيوخ الخليج العربي وتحديدا حاكم البحرين الشيخ عيسى بن علي آل خليفة بعدم الدخول في أية مفاوضات أو اتفاقيات أو مراسلات مع أية قوة أخرى إلا عن طريقها ولا أن يتم إخضاع أو بيع أو رهن أو منح أى جزء من أراضيه لغير الحكومة البريطانية، ولا أن يقوم بأية أعمال من شأنها شن الحروب أو عمليات للقرصنة.
وتعد الإتفاقية البريطانية العثمانية 1913 والخط الأزرق الذي نتج عنها أول خطوة نظرية لدخول مفهوم السيادة على الخليج العربي، والذي طبق عنها أول خطوة نظرية لدخول مفهوم السيادة على الخليج العربي، والذي طبق عمليا بموجب مؤتمر العقير 1922 والذى وضع ترسيم للحدود وربطه بمفهوم السيادة بين مناطق تابعة للدولة العثمانية لا تفصل بينها أية اعتبارات جغرافية أو دينية أو إثنية أو تاريخية.
ويعود تخلى الدولة العثمانية عن سيادتها على قطر والبحرين بموجب اتفاقية 1913 إلى الظروف السيئة التي كانت تمر بها نتيجة هزيمتها أمام إيطاليا في طربلس الغرب 1911 وانشغالها في حروب البلقان، ونجاح الملك عبد العزيز بن عبد الرحمن آل سعود في إنهاء الوجود العثماني في الإحساء في مايو 1913 علاوة على تخوف العثمانيين من أن يتم الاتفاق بين بريطانيا وألمانيا بشأن سكة حديد بغداد دون علمهم، الأمر الذي دفع الأخيرة لتقديم تنازلات عديدة لبريطانيا.
وفي عام 1925 منح الشيخ عيسى بن على آل خليفة امتيازا للتنقيب عن النفط إلى شركة أى جي أس البريطانية ثم انتقل الإمتياز في عام 1930 إلى شركة أمريكية عرفت باسم بابكو والتي طالبت عقب اكتشاف النفط في البحرين بتوسيع نطاق امتيازاتها ليشمل جميع الأراضي البحرينية بما فيها الجزر والمياه التابعه لها.
وبتوقيع قطر لاتفاقية التنقيب عن النفط عام 1935 مع شركة نفط قطر وهي امتداد لشركات نفط العراق أصيبت العلاقات القطرية البحرينية بالتوتر، وهو ما لم يحدث عندما وقعت الأخيرة اتفاقية التنقيب مع الشركة العامة البريطانية عام 1925 وذلك لأنها لم تشتمل في طياتها على جزر حوار.
الجدير بالذكر أن عدم إثارة الخلاف حول جزر حوار قبل ذلك كان يعود لإنعدام أهميتها الاقتصادية وخلوها من السكان باستثناء عدد قليل من صيادو الأسماك، لكن مع إعلان خبراء النفط أن حقل نفط دخان بدأ يواجه تسريب احتياطه عبر تجويفات طبيعية تحت الأرض إلى جزر حوار أعلنت قطر تمسكها بملكيتها وكذلك البحرين التي كانت تعانى من انخفاض الاحتياطي النفطي، علاوة على عدم استقرار تجارة اللؤلؤ الأمر الذي دفع الساسة البحرينيين للتمسك بحوار وعدم التفريط فيها.
ومع إرسال البحرين حامية عسكرية لجزر حوار عام 1936 وحفر أبار للمياه توترت العلاقات بين البلدين ثم ازدادت عقب إبلاغ حاكم البحرين الشيخ حمد بن عيسى آل خليفة جوردن لوتش المعتمد السياسي البريطاني في البحرين أن جزر حوار جزء من بلاده وستدخل ضمن مفاوضات النفط الجديدة، وعلل ذلك بأن هناك عددا من الرعايا البحرينيين يسكنون هذه الجزر، ويملكون مصائد للأسماك بها، ويخضعون لحكم حاكم البحرين الشيخ حمد بن عيسى آل خليفة الذي يمارس سلطاته القضائية عليهم وتنظر محاكم بلاده في قضاياهم، وعليه رفع لوتش تقريره إلى المقيم البريطاني في الخليج العربي في 6 مايو 1936 متضمنا ملاحظاته المتمثلة في أن مصالح بريطانيا تكمن في توسيع رقعة البحرين ما أمكن ذلك، وأنه ليس مطلع على وجهات نظر حاكم قطر الشيخ عبد الله بن جاسم آل ثاني لكنه لم يسبق وأن سمع منه أي اعتراض على أنشطة رعايا حاكم البحرين الشيخ حمد بن عيسى آل خليفة هناك.
وانسجاما مع سياستها في الخليج العربي تدخلت بريطانيا إلى جانب البحرين وأعلنت عبر إحدى اللجان التي شكلتها للبحث في هذا الموضوع أن جزر حوار تبدو وكأنها تخص حاكم البحرين الشيخ حمد بن عيسى آل خليفة.
وخلال عام 1937 تراجع الاهتمام بقضية حوار، إذ تركز الصراع بين قطر والبحرين حول الزبارة وتحول إلى صدام مسلح في 30 يونيو 1937 بهجوم القوات القطرية على الزبارة وهزيمة حاكمها الموالي للبحرين.
وعليه أرسلت البحرين برقيه إلى ويليام فاول المقيم البريطاني في بوشهر أكدت فيها تبعية الزبارة لها ثم ألحقت ذلك بقطع علاقاتها مع قطر، وأعلنت رفع رسوم مرور البضائع المارة إليها عبر أراضيها بما فيها البضائع الخاصة بشركة النفط العاملة في قطر، مما ولد أزمة اقتصادية كبيرة لدى الأخيرة كان من نتائجها انتشار عمليات التهريب في الخليج العربي، الأمر الذي دفع بريطانيا للتدخل فأعلنت أن الزبارة جزء من قطر ولا أحقية للبحرين فيها.
ويعزو البعض سبب إعلان بريطانيا تبعية الزبارة لقطر إلى أن امتياز البترول في الأخيرة كان لشركة بريطانية، أما في البحرين فكان لشركة أمريكية وقد خشي البريطانيون من أن يذهب امتياز التنقيب في الزيارة إلى الشركات الأمريكية إذا ما أصبحت الزبارة تابعة للبحرين.
وهكذا يمكن القول أن السياسة البريطانية في المنطقة كانت أحد أهم عوامل نشوب النزاع بين قطر والبحرين، وذلك على خلفية معاهدات الحماية التي عقدتها مع حكام المنطقة والتي كفلت لها الهيمنة الكاملة على مقدراتها، وهي السياسة التي كانت تحمل بين طياتها إثارة التناحر والفرقة بين هؤلاء الحكام كما كان اكتشاف النفط عاملاً إضافيا، إذ سعى كل طرف لإثبات ملكيته للمناطق التي يتواجد بها، وهو الأمر الذي غزته شركات النفط بطلبها الدائم معرفة مناطق ونفوذ التنقيب الخاصة بها.

## الجدل السياسي والقانوني حول ملكية الجزر
شهدت تلك المرحلة من النزاع القطري البحريني حول ملكية الجزر جدالا سياسيا وقانونيا، لعبت فيه بريطانيا بحكم سيطرتها على المنطقة دور الوسيط لحل المشكلة، وقد بدأت تلك المرحلة في 5 أبريل 1938 عندما طلبت شركة بتروليوم كونسيشن من حاكم البحرين الشيخ حمد بن عيسى آل خليفة معرفة ما إذا كانت جزر حوار وفشت الدبيل تخص البحرين أم لا، وعليه اقترح المقيم السياسي البريطاني أن مسألة ملكية حوار يجب البت فيها، وأنه بموجب الأدلة المتوفرة لدى بريطانيا أعلنت الأخيرة إن هذه الجزر تخص البحرين، مما أدى إلى إثارة النزاع مع الجانب القطرى، وزاد من تأججه قيام البحرين بتعزيز حامياتها العسكرية في الجزر، وحفر العديد من الأبار ، ووضع علامات الإرشاد السفن.
وعليه قدم الشيخ عبد الله بن جاسم آل ثاني حاكم قطر في 10 مايو 1938 احتجاجا إلى الوكيل السياسي البريطاني في البحرين هـ. ويتمان على تصرف الأخيرة تجاه جزر حوار والتي عدها جزء لا يتجزأ من أملاكه، واصفا هذا التصرف بأنه يعد تحديا من البحرين لحقوق غيرها.
وقد جاء هذا التحرك من جانب حاكم قطر الشيخ عبد الله بن جاسم آل ثاني رغبة منه في أن تتخذ بريطانيا ما يلزم من إجراءات تفاديا لوقوع أية مشاكل قد تؤثر على حالة السلم في المنطقة.
وعلى الرغم من تجاوب الوكيل البريطاني في البحرين مع احتجاج حاكم قطر الشيخ عبد الله بن جاسم آل ثاني ورفعه هذا الاحتجاج الى المقيم السياسي البريطاني في الخليج العربي في 15 مايو 1938 إلا أنه أوضح عدم وجود ما يدعم الادعاءات القطرية، مضيفا تلقيه معلومات من حاكم قطر الشيخ عبد الله بن جاسم آل ثاني تفيد قيام الحكومة البحرينية بأعمال إنشائية في حوار وهو ليس حقا لهم كما أبدى استعداد الحكومة البريطانية لدراسة أي طلب رسمى يقدمه حاكم قطر الشيخ عبد الله بن جاسم آل ثاني شريطة أن يكون مدعوما بأدلة دامغة وشاملة لتأكيد سيادة بلاده على جزر حوار.
وهو الطلب الذي أعاد التأكيد عليه في 20 مايو 1938 مطالبا إياه بمنع رعاياه من القيام بأى اعتداء على رعايا البحرين الموجودين في الجزر.
عندئذ أجاب حاكم قطر الشيخ عبد الله بن جاسم آل ثاني في 27 مايو 1938 بأن حكومة البحرين لا تمتلك أى دليل قانونى يبرر ادعاءتها، وإن إجراءتها الأخيرة هي ما دفعته إلى التحرك وتقديم الاحتجاج ضدها.
علاوة على أن جزر حوار مثلها مثل الجزر الأخرى، فسواحل قطر لم تمر بأي تطور جديد غير من وضعيتها أو يعطى لأحد مبررا للمطالبة بها، لقد كانت هذه الجزر منذ وقت طويل خالية من أى تدخل أو أعمال تجذب الانتباه سوى أن بعض الصيادين كانوا يتواجدون عليها عندما يذهبون للصيد، وهو ما يعد ممارسات عادية كانت تحدث في بقية الجزر الأخرى، وأنهى حديثة بمطالبة بريطانيا أن تلزم البحرين بعدم التدخل غير القانوني على حقوق الآخرين.
وردا على مطالبته بعدم الاعتداء على جزر حوار، طالب بدوره الحكومة البريطانية بمنع البحرين من ممارسة أية أنشطة أو تدخلات إلى أن يتم البت في أمرها انطلاقا من مبدأ العدل والمساواة.
وفي 29 مايو 1938 قدم حاكم قطر الشيخ عبد الله بن جاسم آل ثاني خطابا آخرا طالب فيه بالإطلاع على إدعاء حكومة البحرين كي يتمكن من تفنيده، إضافة إلى إنه يجب أن تقوم بريطانيا بإجبار البحرين على إخلاء جزر حوار انتظارا لقرار في هذا النزاع.
أجاب ممثل بريطانيا بأن الطلب الأول متروك لحكومة بلاده كي تقيم الدليل المقدم من الطرفين، ولو تم السماح للطرفين بدراسة ونقد كل بيان، وأن يقوم كل طرف بتقديم البيانات المضادة وتفنيد طلبات الطرف الآخر والرد عليه، فلن يتم تسوية الأمر أبناء أما عن الطلب الثاني فالحكومة البريطانية أوضحت أن البحرين تحتل الجزر بالفعل على مدى شهور ماضية، وأنه لن يتم طلب هذا الأمر منها حرصا على عدم إثارة الأوضاع أثناء مناقشتها، وأكدت أنه عندما ي طالب شخص بأملاك طرف آخر سوف يظل الطرف الثاني كما هو حتى يتم البت في الأمر.
وفيما يتعلق بمضمون إدعاء حاكم قطر الشيخ عبد الله بن جاسم آل ثاني أوضح الجانب البريطاني أنه يستند إلى تأكيد للسيادة على أساس الوحدة الجغرافية، وأن قطر لم تقدم أي دليل على ممارستها حقوق السيادة الفعلية على الجزر سواء أكان بجمع الضرائب أو بيع حقوق الصيد أو ممارسة سلطة قضائية أو ذكر لأى وظيفة قد تشير إلى حقوق السيادة.
وقد دارت ردود فعل حاكم قطر الشيخ عبد الله بن جاسم آل ثاني على هذه الأحداث في صورة طرح تساؤلات وتقديم الإجابة عليها، فأثناء زيارة الوكيل السياسي البريطاني في البحرين إلى الدوحة في 30 مايو 1938 ناقش الشيخ عبد الله بن جاسم آل ثاني معه موضوع الأشخاص اللذين ذهبوا سرا للبحرين للدعاية، خاصة وأن حكومة البحرين منعت كل رعايا قطر من دخول بلادها بلا استثناء، على عكس ما ذكره المندوب السياسي في خطابه، وتساءل كيف يفسر سماح حكومة البحرين بدخول بعض الرعايا القطريين إليها ممن ذهبوا إلى هناك بنية سيئة أو بدون علم؟ ويجيب بأن ذلك يخالف ما قرره مسئولو البحرين، ثم طرح تسأولاً آخرا حول حق البحرين في منع رعاياه من دخولها ثم تسمح لبعضهم بالدخول؟ ويجيب بأنها ما فعلت ذلك إلا بهدف استغلال هذه العناصر لبث دعاياتها.
وبناء عليه طالب حاكم قطر الشيخ عبد الله بن جاسم آل ثاني بريطانيا بدراسه الأمر، وألا تسمح لأى من رعاياه بدخول البحرين، لأن حكومة الأخيرة كانت تستخدم أموالها للتغرير بالبسطاء بهدف إثارة المشاكل، وعليه يجب التصدى لهذه الأمور لتدارك نتائجها كما طالب من الممثل البريطاني في 14 أغسطس 1938 أن تقوم حكومة البحرين بتقديم بيان مفصل بطلبها لجزر حوار، وهو الأمر الذي قام بتنفيذه الممثل البريطاني.
ومن جانبه أجاب حاكم البحرين الشيخ حمد بن عيسى آل خليفة على المطالب التي رفعتها له بريطانيا من حاكم قطر الشيخ عبد الله بن جاسم آل ثاني في أغسطس 1938 بأن إدعاء الأخير بأن البحرين لم تحتل الجزر إلا في الأيام الأخيرة أمرا غير صحيح، لأن جزر حوار كانت ولا تزال ملكا لحاكم البحرين الشيخ حمد بن عيسى آل خليفة ويسكنها رعاياه لمدة تزيد على قرن، وأن وجود حامية عسكرية بحرينية بها في السنوات الأخيرة مرده إلى أن وجودها فيما مضى لم يكن ضروريا، فالعلاقات بين البحرين وقطر كان يسودها حالة من الود والتاخي.
علاوة على أن الحديث حول لجوء بعض الصيادين للأسماك عند ارتيادهم البحر لعمليات الصيد لهذه الجزر قول يثير الإستهزاء ووصف غير صحيح، لأن الصيادين المشار إليهم من سكان حوار فعلاً كانوا يذهبون للصيد ثم يعودون بأسماكهم إليها، وأحيانا كانوا يرسلونها إلى المنامة لبيعها، أضف إلى ذلك يذكر حاكم قطر الشيخ عبد الله بن جاسم آل ثاني أن له الحق في ملكية جزر حوار فإذا كان الأمر كذلك، لماذا لم يستعمل قط حقه الذى يدعيه في امتلاك تلك الجزر وسكانها لكن ما يتضح أن الشيخ عبد الله بن جاسم آل ثاني كان قبل سنة واحدة يجهل وجود هذه الجزر، وأنه تحرك الآن ظنا منه أنها ربما تحتوى على النفط.
وبالنسبة لإستناد حاكم قطر الشيخ عبد الله بن جاسم آل ثاني في ادعاءاته على ملكية جزر حوار وفرض سيادته عليها بقوله: "منذ تاريخ إعلان استقلال قطر والإعتراف بحكمي عليها كانت تلك الجزر كغيرها تنتمى لقطر" فإن الإعتراف بالشيخ عبد الله بن جاسم آل ثاني كأمير لقطر كان قبل 15 إلى 20 عاما، وهو ما يعنى أن حوار قبل تلك الفترة كانت ملكا للبحرين، وإذا لم تكن قبل الإعتراف به رسميا ملكا للبحرين فلمن كانت إذن؟
علاوة على ذلك لم يستطع حاكم قطر الشيخ عبد الله بن جاسم آل ثاني أن يقدم دليلاً أو يثبت ملكيته للجزر، لكن كل جداله انصب حول أنه بما أن الجزر قريبة من بلاده فيجب أن تكون تابعه له، أن وضع جزر حوار الجغرافي غير مختلف عليه، فموقعها معروف لدى حكام البحرين وأهلها أكثر مما هو لدى الشيخ عبد الله بن جاسم آل ثاني نفسه، وذلك لأن شيوخ البحرين وسكانها دائما ما كانوا يرتادون تلك الجزر، بينما لم يطأها قط قدم أي فرد من عائلة آل ثاني.
كما أن جزر حوار هي قسم من أرخبيل مجموعة جزر البحرين وكانت تحت حكم شيوخها منذ فتح آل خليفة البحرين عام 1783 وعليه فإن سكان حوار من رعاياه، وهم يثبتون ذلك في عريضة موقعه بإمضاءاتهم، فسفنهم مسجلة في البحرين ويدفعون رسوم تسجيلها، كما يدفعون رسوم الغوص، علاوة على أنها تحمل علم البحرين والقائمون عليها يسافرون بجواز سفر بحريني، أن سكان حوار ليست لهم أية علاقة أو معاملة مع قطر.
كما أن هناك تفصيلات عن قضايا جرت في محاكم البحرين بشأن منازعات بين أهالى حوار حول أملاك منقولة وغير منقولة، كما أن شرطة البحرين كانت تقوم بتنفيذ أوامر حاكمها بإلقاء القبض على المجرمين في الجزر علاوة على أن شيوخ البحرين قد اعتادو زيارة حوار، وقضوا في حكمهم عليها مدة تزيد على قرن ونيف، وعليه فإذا كان حاكم قطر الشيخ عبد الله بن جاسم آل ثاني لديه أي برهان على ادعائة بملكية حوار فعليه أن يقدمه، وفى هذا السياق رفع عدد من سكان حوار عريضة أكدوا فيها أنهم من رعايا حاكم البحرين وأن حوار تتبعه.
وازاء ذلك رفع حاكم قطر مذكرة في 30 مارس 1939 إلى المعتمد البريطاني أثناء زيارة الأخير للدوحة ساق خلالها العديد من الإعتراضات حول دعوى البحرين وتقديم الأدلة على شرعيه ضم حوار لقطر، كما أشارت المذكرة إلى عدد من النقاط منها؛ أن الرعايا التي تتحدث عنهم مذكرة البحرين لا يشكلون شعبا ولا سكانا لهذه الجزر، وإنما هم بعض صيادى الأسماك ممن كانوا يرتادون هذه الجزر بصورة مؤقته، علاوة على أن حصول الغواصين على دفاتر الغوص من البحرين لا يعنى اعتبارهم من رعايا البحرين، فأهل الإحساء ونجد وقطر كانوا يقومون بالغوص في المياة الإقليمية للبحرين ويحملون دفاتر الغوص منها، علاوة على عامل القرب الجغرافي فالجزر تقع ضمن المياه الإقليمية لقطر ولا تبعد عنها سوى بميل واحد فقط، بينما تبعد عن البحرين بثمانية عشر ميلا.

## بريطانيا وقرار التحكيم
إزاء إدعاء كل من قطر والبحرين لأحقيتهما بالجزر، رفع المندوب السياسي البريطاني في البحرين مذكرة بعنوان ملكية جزر حوار أشار فيها على أن إدعاء حاكم قطر الشيخ عبد الله بن جاسم آل ثاني يقوم حول تأكيد واضح للسيادة على حوار وعلى جزر أخرى مجاورة لبلاده، وأن البحرين لم تحتل تلك الجزر أو مارست أي تشريع عليها، بل هي جزء لا يتجزأ من قطر بفضل القرب الجغرافي، إضافة إلى تقديمه شهادات من أشخاص أكدوا خلالها أن حوار لا تنتمى للبحرين، بل لقطر.
وعليه فقد أكد أن إدعاء السيادة من قبل قطر فني على أساس الوحدة الجغرافية فقط، وهو بذلك يعد ذا قيمة ضعيفة إلا فيما يتعلق بمنطقة غير محتلة من الأرض، أو جزيره تقع بالقرب منه أو في المياه الإقليمية للدولة المقدمة للطلب، وبالتالي فإن التأكيد الذي صرح به حاكم قطر الشيخ عبد الله بن جاسم آل ثاني حول السيادة يعد واهيا في ظل غياب الأدلة.
وأضاف المندوب السياسي في مذكرته أنه خلص بعد زيارته لحوار في أبريل 1909 أن ملكيتها تعود إلى البحرين، مستدلاً على ذلك بتأكيد الدواسر المقيمين بها أنهم استقروا بها بتصريح من ممثل البحرين في الجزر، كما أن ما قدمه حاكم قطر الشيخ عبد الله بن جاسم آل ثاني من أدلة بوجود أشخاص يذكرون أن حوار تابعة لبلاده وليست للبحرين تعد بلا قيمة لأن الأمضاء عليها بنفس خط اليد، وليست مدعمة بأختام ولا بصمة للموقعين، فضلا عن أنه لا يوجد أى وصف للموقعين أو مكان إقامتهم.
في المقابل كان لدى المندوب السياسي تأكيد بأن الجزيرة الرئيسية لحوار كانت مأهولة بالسكان التابعين للبحرين منذ قرون، وذلك بوجود مقبرتين كانتا موجودتين بالجزيرة، علاوة على أن هناك قريتين في حوار كان يقيم بهما ما بين 20 و35 أسرة يعيشون في منازل من الطوب وسقفها من سعف النخيل، فضلا عن أن إدعاء الحكومة البحرينية أن هناك مراعى لقطاعات الماشية أمر لا مراء فيه، فالأمطار الغزيرة كانت توفر ذلك، حيث كان هناك ما يقرب من مائة رأس من الماشية، وهو ما يدعم الطرح البحريني بأن حوار أكثر من مجرد ملجأ مؤقت الصيادي السمك.
وتطرق المسئول البريطاني إلى أن حكومة البحرين ذكرت أن أفخاخ الصيد الدائمة في حوار مسجلة في قسم الأراضي الخاصة بها، وإنه قد دار حولها نزاع، أمام المحكمة الشرعية السنية البحرينية، وهو أمر مهم في الإشارة إلى ممارسة السلطة التشريعية من قبل حاكم البحرين الشيخ حمد بن عيسى آل خليفة علاوة على أنه كان هناك حكمين قدما مع إدعاء البحرين يعود تاريخهما إلى نحو ثلاثين عاما مضت، وكلاهما له صله بمنازعات تتعلق بملكية أملاك الأراضى والشواطئ في حوار.
وكان حاكم قطر الشيخ عبد الله بن جاسم آل ثاني قد سعى جاهدا لإظهار عدم قيمة هذين الحكمين، فذكر أنه من المألوف بالنسبة لقضاء أحد الدول الإسلامية تسوية النزاعات بين رعايا دولة إسلامية أخرى، وهو أمر صحيح فيما يتعلق بالقضايا الشخصية، فحاكم قطر الشيخ عبد الله بن جاسم آل ثاني سيكون أول من ينكر أن قاضي نجد مثلا يستطيع أن يسوى خلاف بين اثنين من رعاياه فيما يتعلق بأملاك الأراضي في الدوحة، أضف إلى ما سبق أن حاكم البحرين الشيخ حمد بن عيسى آل خليفة قد قام بإنقاذ مجموعة من الجنود الأتراك في حوار بعدما تحطمت سفنهم، علاوة على أن الجبس الذى كان يتم استخراجه من حوار كان بترخيص من حكومة البحرين.
كما أنه في ظل غياب أي مؤشر على ممارسة السلطة من جانب حاكم قطر الشيخ عبد الله بن جاسم آل ثاني فإن إقامة نقطة للشرطة من قبل البحرين هناك منذ ثمانية عشر شهرا تقريبا وبناء جامع شمال الجزيرة والجهود التي بذلت لعمل بئر، كلها تقدم فرضية قوية للسلطة البحرينية على الجزيرة.
وبالإشارة إلى تلك المذكرة وجه وزير الخارجية البريطاني في يوليو 1939 رسالة إلى حكومة الهند طالب فيها بتوجيه تعليمات للمندوب السياسي في الخليج العربي کي يعلن قرار بريطانيا بتبعية الجزر للبحرين وليست لقطر طبقا لما أتيح لها من أدلة، وأن عبء تفنيده سيقع على أي مدعى آخر.
وعلى الرغم من الطبيعة المشروطة للقرار المشار إليه فإن مجموعة جزر حوار أصبحت تعامل باعتبارها أرضا بحرينية، وعليه فقد تم تشجيع عدد من الشركات لتقديم عروضها لحاكم البحرين الشيخ حمد بن عيسى آل خليفة لنيل امتيازات في الجزر، ثم استتبع هذا الأمر سعى الحكومة البحرينية لتعزيز سلطاتها عبر قيامها بأعمال المسح وإقامة مركزا للشرطة على الجزر.
وهكذا فإنه يمكن القول أن قرار بريطانيا بتبعية الجزر للبحرين في على ما تمثله الأخيرة من أهمية لها، لأنها كانت تحظى باهتمام القوى المحيطة بها، خاصة وأن البحرين كانت محورا لتجارة الخليج العربي وسوق للؤلؤ، ولهذا جذبت العديد من المشترين الأوروبيين والهنود، فضلاً عن أنه ربما جاء تعويضا للبحرين عن وقوف بريطانيا بجانب قطر في قضية الزبارة.
على أية حى لاقى قرار الحكومة البريطانية ردود أفعال متباينة، فقد رحب به حاكم البحرين الشيخ حمد بن عيسى آل خليفة مبديا شكره لبريطانيا في حفاظه على حقوقه وأكد أن الخلاف بين البلدين دار حول أماكن عدة، لكن حوار كانت لب الخلاف، وعليه فإن البحرين لم تكن تقبل بأدنى من تبعيتها إليها.
أما حاكم قطر الشيخ عبد الله بن جاسم آل ثاني قد أبدى أسفه واستنكاره في 4 أغسطس 1939 لقرار الحكومة البريطانية، متسائلاً كيف تعلن لندن أن الجزر التي تعد مكملة لقطر على الجانب الشمالي تخص البحرين؟، مضيفا أنه لا يستطيع البقاء ساكنا تجاه هذا الأمر، ولهذا قدم احتجاجه للمرة الثانية مطالبا الحكومة البريطانية بالنظر للخلاف بعين العدل والمساواة، وذلك عبر اعادة دراسته مرة أخرى.
أجابت بريطانيا عبر مسئوليها في الخليج العربي بأن قرارها نهائي، ولا يمكن إعادة فتحه مره أخرى مما دفع حاكم قطر الشيخ عبد الله بن جاسم آل ثاني للتأكيد على مواصلته إيضاح قضيته وأنه يثق في بريطانيا بأنها لن توافق على انتهاك حقوقه واقتطاع جزء من حق شخص كى تعطيه لآخر، فضلا عن تأكيده بأن حكومة البحرين ليس لديها أي صله بحوار.
وأمام تجاهل بريطانيا علقت قطر بأن قرار عام 1939 يعد بلا قيمة وغير ملزم كونه لا يتفق مع العملية التي أدت لإصداره فالمسئولين البريطانيين تصرفوا بشكل غير منصف ومتحيز.

## شركات النفط وتحديد خط التقسيم بين البلدين
إلى جانب الجدل الرسمى بين قطر والبحرين حول مسألة تعيين الحدود كانت الشركات النفط العاملة في البلدين دورها في إثارة القضية، إذ ارتبطت أنشطتها بضرورة تعيين الحدود بشكل واضح بين البلدين، وقد بدأ ذلك في 13 يونيو 1939 عندما أكد مدير شركة النفط البحرينية أنه أثناء مقابلته لحاكم قطر الشيخ عبد الله بن جاسم آل ثاني طرح معه الأخير موضوع جزر حوار، وأكد له أنها جزء من بلاده، وتدخل ضمن امتيازاتنا.
وتماشيا مع ذلك أكد مايلز المفاوض الخاص بامتيازات البترول في قطر أن حوار جزء من منطقة امتيازاتنا، وأنه أيا كان الحكم النهائي الذي اتخذ تجاهها ترى الشركة أنه يجب أن يغطى بالتفصيل مسألة توزيع المياه الإقليمية بين قطر والبحرين.
وإزاء ذلك رأت بريطانيا أنه بات من الضرورى تحديد خط التقسيم بين البلدين، ونظرا لعدم وجود خريطة تفصيليه للمنطقة المعنية، طلب المسئول السياسي البريطاني في الخليج العربي من قائد القوات الجوية الملكية في الحبانية بالعراق عمل خريطة على مقياس رسم صغير، وذلك عبر تصوير تلك المنطقة أثناء قيام القوات الجوية بتدريباتها، على أن تكون تلك الخريطة موضحة بخطوط حمراء، وتسلم إلى الوكيل السياسي البريطاني في البحرين في غضون ستة أسابيع.
وفي 2 ديسمبر 1939 طالبت شركة الإمتيازات النفطية البحرينية المعتمد البريطاني ويتمان أن يظل الطريق بين البحرين وزكريت على ساحل قطر مفتوحا لمرورها، حتى يتيح لها القيام بعمليات التنقيب بجزر حوار في المستقبل.
كما قامت الشركة بعمليات مسح زلزالي للحيد البحري الذي يقع في منتصف الطريق بين البحرين وقطر، علما بأن هذه الحيود لا يوجد سجل بملكيتها، لكن شركة البترول البحرينية عدت تلك الحيود تابعة للبحرين، ولهذا قامت بضمها للمنطقة التي قامت بمسحها.
وفي هذا السياق أكد المندوب السياسي البريطاني في البحرين على أن حاكم قطر الشيخ عبد الله بن جاسم آل ثاني لم يعترض على عمليات المسح التي قامت بها شركة البترول البحرينية للحيود.
وازاء ما سبق طلب وزير الخارجية البريطاني من المندوب السياسي في البحرين إبداء رأية حول خط التقسيم الفاصل بين البلدين، وكذلك إبداء ملاحظاته عن الموضوع الذي أثارته شركة امتيازات البترول حول خط التقسيم ما بين مصالح البحرين وقطر في المياه الفاصلة للدولتين.
وتنفيذا لما سبق تم عمل مسح للمنطقة من قبل القوات البريطانية في الحبانية، لكنها كانت على خريطة صغيرة لم تظهر تفاصيل مهمة، وهي بلا شك جاءت كذلك كون أن المندوب السياسي قد طلبها على مقياس رسم صغير وذلك تجنبا لما قد حصل عليه من صورة لمدينة بالهند كانت مساحتها 20 قدم ولهذا طلب المندوب السياسي من مركز القيادة الجوية بالعراق عبر مسئول الاتصالات بالبحرين عمل خريطة أخرى على مقياس رسم كبير في ثلاثة أو أربعة مطبوعات ضخمة، وأردف ذلك بأنه لو تطلب هذا العمل وقت أطول سيحاول التعامل مع المطبوعات الصغيرة.
وحول سؤال وجه للمندوب السياسي البريطاني حول ترسيم الخط الفاصل بين مصالح البحرين وقطر في المياه؟ أجاب لم يتم الوصول إلى أي أراء محددة، وأضاف أنه بصرف النظر عن مجموعة جزر حوار كانت هناك عدة جزر صغيرة في تلك المياه على بعد ثلاثة أميال من شاطئ قطر قد طالبت بهم البحرين منذ عامين بوضع أعلامها الوطنية، ولو كان هذا التصرف مقبول وهو الذي لم تعارضه قطر يحق للبحرين طلب السيادة، إذ يفترض أن الأخيرة حصلت على السيادة القضائية على المناطق الواقعة في البحر في نطاق الأميال الثلاثة حول كل جزيرة، وهو ما يترك مساحة كبيرة من البحر بين الأميال الثلاثة من الحدود الإقليمية للدول المعنية ولا يمكن أن تطالب بها أي منهما.
واستطرد مؤكدا صعوبه موافقة البلدين على تقسيم منطقة سيادتهما، نظرا لتوتر العلاقات بينهما، وعليه فإنه عندما تقوم شركة البترول البحرينية كعميل لدى البحرين أو شركة امتيازات البترول المحدودة كعميل لقطر بعمليات للتنقيب من خلال الاستكشاف أو التفجير خارج المياه الإقليمية للبلدين، سيؤدى ذلك إلى حدوث نتائج سيئة، ولهذا فإنه يجب دعوة الشركتين لتفادى ذلك عبر التوصل لاتفاق ودى بينهما.
وفي سبيل تحقيق ذلك أكد المندوب السياسي البريطاني أنه رغم حصوله على خريطة بمقياس رسم كبير في ربيع 1940 وسعيه لاستكمالها، وتوضيح بعض النقاط غير المكتملة بها عبر قيامه شخصيا بزيارة حوار؛ إلا أن هذا الأمر لم يكتمل بسب صعوبه تركه البحرين بسبب تطورات الحرب العالمية الثانية من ناحية، وتوقف الشركات النفطية عن ممارسة عملها من ناحية أخرى.
ويلاحظ أن هذا الهدوء وعدم أصرار الجانبين على تحديد حد فاصل بين مناطق عمل الشركتين ربما كان عائدا إلى توقف أعمالهم الإستكشافية، بسبب تطورات أحداث الحرب العالمية الثانية، والدليل أن هذا الموضوع قد طرح مرة أخرى عام 1946 عندما استأنفت شركات البترول عملها، وذلك عندما طلبت الشركة البحرينية إذنا للعمل في بعض المناطق التي يفترض أنها تابعة لقطر، لكن بريطانيا أعلنت رفضها لذلك حتى يتم البت في الأمر في أقرب وقت ممكن.

## أزمة الإعتداء البحريني على رعايا قطر
بدأ الحديث عن تلك الأزمة عندما قدم حاكم قطر الشيخ عبد الله بن جاسم آل ثاني شكوى إلى المعتمد البريطاني في البحرين بأن هناك ثمان مراكب كانت ترسوا في حوار قام أفرادها بالنزول سرا إلى شواطئ قطر الغربية في 31 مايو 1940 وتسللوا داخل أراضيها، وألقوا القبض على عدد من الرعايا القطريين وأخذوهم بالقوة إلى تلك القوارب.
وقد وصف حاكم قطر الشيخ عبد الله بن جاسم آل ثاني هذا الإجراء البحريني بأنه تحدى واضح وتحرك جرى ضده، قد يؤدى إلى نتائج وخيمة، فحكومة البحرين قد أتخذت من جزر حوار قاعدة، واستخدمتها في إرسال أفراد تابعين لها إلى ساحل قطر عندما تحين الفرصة وأكد أنه مع استمرار تلك الأمور سيتخذ من الإجراءات ما يضمن له منع أى اعتداء يتكرر على شواطئه وأنهى شكواه بأنه قد بدأ أولاً بتوجيه خطاب لبريطانيا أبدى فيه احتجاجه على تلك التصرفات، وأهاب بها سرعه اتخاذ الإجراءات اللازمة والضرورية للحفاظ على استقرار الأوضاع.
وعلى الفور سعى المسئولون البريطانيون لبحث هذا الأمر مع حاكم البحرين الشيخ حمد بن عيسى آل خليفة الذي أوضح أن من غادروا قطر هم من أقارب قبيلة النعيم الذين انتقلوا إليها من المملكة العربية السعودية، ولا تربطهم أية صلة بساكني حوار ولم يذهبوا إليها أو استخدموا قوارب تعمل بين حوار والبحرين، وأن ادعاء حاكم قطر الشيخ عبد الله بن جاسم آل ثاني أن حوار تستخدم كقاعدة ضد بلاده ليس له أساس، والعرب الذين يذهبون إلى هناك يجمعون اللؤلؤ ولا يعبرون إلى الساحل القطري.
ولطمأنة قطر أرسلت بريطانيا مذكرة إلى حاكمها الشيخ عبد الله بن جاسم آل ثاني أكدت فيها أنها تضع فرقا من الشرطة بصفة دورية على الساحل الشرقي للبحرين لمنع أي أشخاص قادمين من قطر من النزول للبحرين، وكذلك أصدرت أوامر صارمة لمنع مواطني البحرين من الذهاب إلى قطر، والطريق الوحيد الذي كان مفتوحا بين البلدين كان عبر شركة النفط في زكريت.
وهكذا يتضح أن حرص بريطانيا على تسوية الخلاف بين الجانبين حول أزمة الرعايا القطريين وتأكيدها للجانب القطرى أنها اتخذت من التدابير ما يحول دون حدوث مثل هذه الأحداث؛ كان تابعا من رغبتها الشديدة في تهدئه الأوضاع بين الجانبين نظرا لإنشغالها بتطورات أحداث الحرب العالمية الثانية.

## تقرير المقيم السياسي البريطاني في الخليج العربي حول ضم حوار للبحرين
رفع تشارلز جيفري بريور المقيم السياسي البريطاني في الخليج العربي تقريرا إلى حكومة الهند في 26 أكتوبر 1941 احتوى على رأى مناقض لقرار الحكومة البريطانية القاضي بضم حوار للبحرين، فذكر أن القرار الذي اتخذ في هذه الجزر جاء وفق الفكر الغربي، ولم يتم وضع العادات والتقاليد والشعور المحلى في الحسبان، فخلال السنوات الأخيرة التي قضيتها في البحرين لم أسمع ما يؤكد أن تلك الجزر تنتمى للأخيرة وهو رأى دعمه البعض وأكدوا عليه عبر مذكرة قدمت مع خطاب البحرين في 3 يونيو 1939 والتي احتوت على عدة مطالب قد يكون لها وزن في الفكر الغربي لكنها لا تعنى أي شيئ للعرب منها؛ أن حاكم البحرين الشيخ حمد بن عيسى آل خليفة يذكر أن الدواسر رعايا بحرينيين، وهو أمر مردود عليه، فإقامه الدواسر في حوار لا يعطى البحرين الحق في المطالبه بها، لأن الدواسر لا يعترفون إلا بشيوخهم فقط، فعندما حاول حاكم البحرين الشيخ عيسى بن علي آل خليفة السيطرة عليهم غادروا البلاد محتجين، كما أن ادعاء الشيخ عيسى بن علي آل خليفة بأنه كان يقوم بزيارة سنوية إلى حوار، فإنه نفسه كان يزور الإحساء سنويا تماما مثلما كان يذهب لصيد الصقور في الزخونية، أن البحرين قد ساعدت الجنود الأتراك في حوار، كما ساعدت البحارة الذين تحطمت سفنهم على ساحل الإحساء، فلماذا لم تطالب البحرين بالإحساء؟
وفيما يتعلق بمسألة التقاضى ذكر تشارلز جيفري بريور أن المحاكمات الخاصة بالنزاعات القائمة بحوار كانت تتم في البحرين أمر طبيعي، فيمكن باتفاق الأطراف المتنازعة أن يرفعوا قضيتهم لأى قاض، فمثلا يستطيع عراقيان على الساحل المتصالح حل نزاعها في كربلاء، كما أن الرحلة البحرية السهلة واتصالات الدواسر هي التي جعلت من البحرين مكانا مناسبا بالمقارنة مع الرحلة البرية الصعبة والخطيرة إلى الدوحة، وعن خضوع سكان حوار القواعد وقوانين البحرين فلم يكن للبحرين أية قواعد أو قوانين حتى أصبح لها مستشارا، ولو كان هناك مستشار بريطاني لقطر لما تم هذا الإجحاف في حقها.
واختتم تشارلز جيفري بريور تقريره أن رأى العربي المستقل هو أن حوار تنتمى لقطر وأن القرار البريطاني غير منصف، وأنه يجب طرح النزاع القائم بين البحرين وقطر على دالي الذي كانت لديه معرفة بهذه المنطقة قبل أن تصبح محل نزاع بوقت طويل، ولو عد أن قطر حصلت على أقل من حقها فيجب أخذ هذا الرأي في الاعتبار عند وضع علامات الحدود على المناطق المتبقية التي عليها خلاف، علاوة على أن الخط المقسم يجب أن يمتد إلى منتصف المسافة بين البلدين حتى الوصول إلى خط طول جزر حوار، فأسلوب المطالبة بوضع علامات هو أسلوب أجنبي تماما ومختلف عن التفكير والممارسات العربية، لذا لا يجب وضعه في الاعتبار.
في 19 نوفمبر 1941 رفعت حكومة الهند هذا التقرير إلى مكتب الشئون الخارجية بلندن، وذكرت أن القرار الخاص بتشارلز جيفري بريور استند على اعتبارين الأول أن حقوق قطر في جزر حوار مصدق عليها في دليل لوريمر والثاني أن الرأى العام للعرب المستقلين ينبع فقط من نظرية القرب الجغرافي وهو ما يعني أنها تابعة لقطر.
فندت حكومة الهند هذين الاعتبارين؛ فبالنسبة للنقطة الأولى كانت الإشارة الوحيدة التي يمكن تعقبها بالنسبة لحوار في لوريمر موجوده في القسم الجغرافي الجزء السادس، حيث تم ذكر حوار كأحد الجزر المجاورة للساحل الغربي القطرى، ولا توجد أية إشارة إلى حقوق سيادة أو ملكية باستثناء ما تم استخلاصه من قيام قبيلة الدواسر ببناء صهاريج ولديها منازل في منطقتين على الجزيرة الأساسية.
وفيما يخص النقطة الثانية فإن حكومة الهند تشك في حكمة استدعاء دالي كمحكم في هذا الأمر، إذ من أكثر من عقد من الزمان على مغادرته الخليج العربي وبالتالي لن يكون رأية ذا قيمة، لذا تنصح حكومة الهند بأن الوقت غير مناسب المحاولة إعادة التحكيم، وتؤكد استمرارية القرار السابق، وهو تبعية الجزر إلى البحرين.
على ما يبدو أن إصرار الحكومة البريطانية سواء كانت في لندن أو في بومباي على عدم الأخذ برأى ممثلها السياسي في الخليج العربي، إنما يعود إلى حرصها على إرضاء إيران التي كانت تحاول ضم البحرين، وبخاصة بعدما عزلت حاكمها رضا بهلوي في سبتمبر 1941 علاوة على أن بريطانيا لم تكن تريد فتح جبهات جديدة عليها أثناء الحرب العالمية الثانية بعد أن ضعف مركزها إبان أعوام 1940 و1941 بعد السقوط الفرنسي، وصراعها مع الحكومة العراقية ولا تريد إضعاف مركزها مرة أخرى في تلك المنطقة، خاصة وأن جيوش الألمان قد وصلت لجنوب الاتحاد السوفيتي والبلقان، أضف إلى ما سبق دور العنصر البشرى، فبريطانيا كانت حريصة على استرضاء أكبر عدد من السكان في المنطقة، وبالتالي مالت إلى البحرين التي فاقت الأعداد بها مما هو لدى نظيرتها قطر.
عد حاكم قطر الشيخ عبد الله بن جاسم آل ثاني هذا القرار مجحفا بحقه، وأعلن رفضه له، كما أوضح لبريطانيا أن حدود البحرين الفعليه هي جزيرة أوال كما أكد على ملكيته لجزر حوار، وهو الأمر الذى ترك القضية بين الجانبين مطروحة على فترات متباينة حتى تم البت فيها نهائيا مطلع القرن الحالي.
وحول ما سبق من أحداث يلاحظ أن النزاع بين البلدين حول جزر حوار شهد ردود أفعال قوية ومتباينة من أطرافه فقط، لكن صداه لم يكن واضحا على المستويين الدولي والإقليمي، ويعزو ذلك إلى بريطانيا التي كانت حريصة أشد الحرص على عدم السماح لأية قوى أخرى بالتدخل في المنطقة، فالزيارات التي كانت تتم في تلك الفترة للبحرين أو قطر بصفة خاصة والخليج العربي بصفة عامة، كانت تتم باستشارتها وتحت أعينها، ويعود ذلك إلى أنها كانت تعد تلك المنطقة ضمن مناطق نفوذها، ثم أن أحداث الحرب العالمية الثانية وتطوراتها قد حتمت عليها اتباع تلك السياسة، كي لا تتخذ بعض الدول من تلك الأمور ذريعة للتدخل، ومن ثم يتم ضرب بريطانيا ومصالحها.

## الخاتمة
مثل اكتشاف النفط عاملا رئيسا في إثارة النزاع بين معظم إمارات الخليج العربي بصفة عامة وبين البحرين وقطر بصفة خاصة، فالخلاف حول جزر حوار لم ينشب إلا مع اكتشاف النفط في ثلاثينيات القرن العشرين وازداد مع رغبة كل طرف في فرض سيطرته على المناطق التي تواجد فيها، الأمر الذي أعطى النزاع بين الطرفين بعدا اقتصاديا واضحا.
لم تكن السياسة البريطانية بمنأى عن إثارة الخلاف بين البلدين، إذ اتسمت بالتلون، فإلى جانب اتباع بريطانيا سياسة ترمى إلى ربط دول المنطقه بها، إلا أنها كانت تسعى إلى إثارة الفرقه والتناحر فيما بينهم حتى تستطيع تحقيق أهدافها.
لعبت شركات النفط دورا مهما في تزكية النزاع بين الطرفين، ولم يقتصر الأمر حول تحديد تبعية هذه الجزر، وإنما تعدى الأمر إلى تحديد حدا فاصلاً بينهما في المياه، فصعود وتيرة النزاع أو هدوءها كان مرتبطا بعمل تلك الشركات أو توقفها.
دار النزاع بين البحرين وقطر حول جزر حوار في الإطار السياسي والقانوني، ولم يصل إلى الصدام العسكرى مثلما حدث بينهما حول الزبارة، إذ اقتصر حول شجب وتفنيد كل طرف المطالب الطرف الآخر، وهي الحالة التي عضدتها بريطانيا حتى لا تسمح لقوى أخرى بالتدخل، ومن ثم تتعرض مصالحها للخطر.
جاءت الأدلة التي استندت عليها البحرين حول أحقيتها بحوار أكثر إقناعا ومنطقية من التي ساقتها قطر، فالبحرين استندت على أدلة عدة؛ تنوعت ما بين ممارسات سياسية واقتصادية وقضائية، بينما كان جلي ما استندت عليه قطر عامل القرب الجغرافي.
على الرغم من أن القرار الذي أصدرته بريطانيا عام 1939 والخاص بإلحاق جزر حوار للبحرين كان مبنيا على ما قدمه الطرفان من أسانيد، إلا أن هناك مجموعة من الاعتبارت الأخرى التي دفعت في اتجاه هذا القرار منها؛ أهمية البحرين لبريطانيا كونها محور تجارة الخليج العربي وسوقا للؤلؤ، فضلا عن أنه كان تعويضا للبحرين عن وقوف بريطانيا بجانب قطر في قضية الزبارة.
أظهر النزاع القطري البحريني حول حوار تباينا واضحا في مواقف المسئولين البريطانيين، ففى الوقت الذي نال فيه قرار ضم حوار للبحرين قبولا من قبل البعض تواجدت مجموعة من الأشخاص التي تطالب بإعادة النظر في الموضوع مرة أخرى وعلى رأسهم تشارلز جيفري بريور المقيم السياسي البريطاني بالخليج العربي الذي كان يرى أن حوار تخص قطر، وأن القرار البريطاني الذي صدر بشأن هذه الجزر غير منصف.
لم ينته النزاع القطرى البحريني حول جزر حوار عام 1941 بإعلان بريطانيا عدم مناقشتها للموضوع مرة أخرى في ذلك التاريخ، بسب تطورات الحرب العالمية الثانية، وذلك على خلفية مطالبة المقيم السياسي تشارلز جيفري بريور بإعادة النظر فيه مرة أخرى، وإنما طرح في أكثر من مناسبة فيما بعد.
لم يكن الموقف الدولي أو الإقليمى بارزا من النزاع بين قطر والبحرين ويرجع ذلك لإسباب عدة أهمها؛ حرص بريطانيا الشديد على إحكام قبضتها على المنطقة، وعدم السماح لأية قوى خارجية بالتدخل كى لا تتعرض مصالحها للخطر.